# Frederik T. Thwaites
Frederik Turville Thwaites (ur. 23 grudnia 1883 r. w Madison, zm. 7 czerwca 1961 r. tamże) – amerykański geolog, glacjolog i geomorfolog związany z University of Wisconsin, jego imieniem nazwano Lodowiec Thwaitesa na Antarktydzie.